# Aeropuerto Internacional de Jinan-Yaoqiang
Aeropuerto Internacional de Jinan-Yaoqiang (en chino simplificado, 济南遥墙国际机场; pinyin, Jǐnán Yáo Qiáng Guó Jì jī Cháng) o Aeropuerto Internacional de Jinan (en chino simplificado, 济南国际机场; pinyin, Jǐnán Guó Jì jī Cháng) es el principal de los dos aeropuertos que sirven a la ciudad de Jinan, Shandong, China |IATA=TNA|ICAO=ZSJN.
El aeropuerto está localizado 33 km (20,5 millas) hacia el noreste del centro urbano de Jinan, inmediatamente al norte del poblado de Yaoqiang (en chino simplificado, 遥墙镇; pinyin, Yáo Qiáng Zhèn), del cual deriva el nombre del aeropuerto.
En los últimos años el Aeropuerto Internacional de Jinan ha experimentado un crecimiento extremadamente rápido y sostenido, al igual que la mayoría de los aeropuertos de la República Popular China localizados en capitales provinciales y en ciudades costeras con fuertes vínculos al exterior. 
Está conectado a las restantes capitales provinciales de China y los vuelos internacionales se limitan al Aeropuerto Internacional Incheon (Seúl) en Corea del Sur y al Aeropuerto Internacional de Taiwán Taoyuan (Taipéi).
Está conectado a la capital provincial por las autopistas Jiqing (Jinan – Qingdao) y Jingfu (Beijing – Fuzhou). 

## Estadísticas
Ver fuente y consulta Wikidata.
| Movimientos | 2008      | 2007      | 2006      | 2005      | 2004      | 2003      | 2002      | 2001      | 2000      |
| ----------- | --------- | --------- | --------- | --------- | --------- | --------- | --------- | --------- | --------- |
| Pasajeros   | 4.828.746 | 4.363.483 | 3.696.305 | 3.063.946 | 2.371.786 | 1.739.838 | 1.589.521 | 1.337.148 | 1.212.129 |
| Cargo (TM)  | 48.875    | 44.974    | 38.166    | 34.499    | 32.237    | 23.558    | 23.984    | 22.367    | 20.055    |

Estadísticas de la Administración de Aviación Civil China

## Aerolíneas y destinos

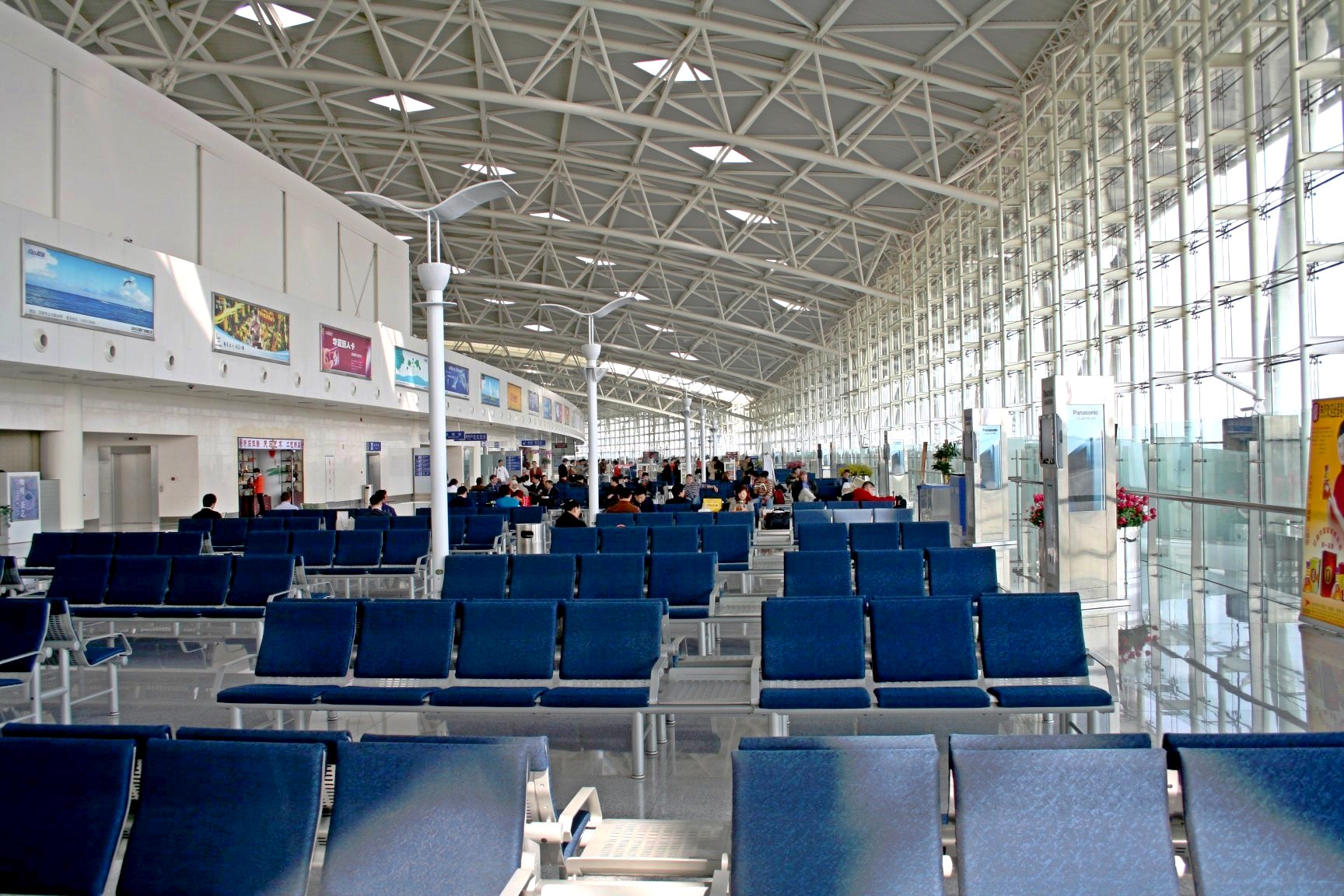
Interior de la terminal.

Nota: Los vuelos con origen o destino en Hong Kong son considerados vuelos internacionales.
| Air China | Pekín-Capital
| China Eastern Airlines | Chengdú, Cantón (Guangzhou), Harbin, Hong Kong, Kunming, Shanghai-Hongqiao, Xiamen
| China Southern Airlines | Changchun, Changsha, Chengdú, Dalian, Cantón (Guangzhou), Shenyang, Wuhan, Xi'an
| West Air China | Chongqing, Dalian
| Deer Jet | Nanchang
| Grand China Express (operado por Hainan Airlines) | Taiyuan, Weihai
| Hainan Airlines | Changsha, Harbin, Shenyang, Shenzhen, Xi'an
| Korean Air | Seúl-Incheon
| Lucky Air | Kunming, Shenyang
| Shandong Airlines | Pekín-Capital, Changchun, Changsha, Chengdú, Chongqing, Dalian, Cantón, Hangzhou, Harbin, Hohhot, Nankín, Qingdao, Seúl-Incheon, Shanghái-Hongqiao, Shenzhen, Taipéi-Taoyuan, Wenzhou, Wuhan, Xi'an, Xiamen, Yantai, Yinchuan, Zhengzhou
| Shanghai Airlines | Shanghai-Hongqiao
| Shenzhen Airlines | Chongqing, Fuzhou, Cantón, Harbin, Shenzhen
| Sichuan Airlines | Chengdú, Chongqing, Dalian, Harbin
| Xiamen Airlines | Changsha, Fuzhou, Hangzhou, Wuhan